# Imipenem
Imipenem es un antibiótico carbapenémico de uso intravenoso desarrollado en 1985. Pertenece al subgrupo de los carbapenem. Se deriva de un compuesto llamado tienamicina que es producido por la bacteria Streptomyces cattleya. El imipenem interfiere con la síntesis de la pared celular de las bacterias sensibles. Es un medicamento altamente resistente a la hidrólisis por betalactamasas. Debe ser administrada por vía intravenosa o intramuscular porque no es absorbida eficazmente en el tracto gastrointestinal.

## Indicaciones
El imipenem tiene un gran espectro antibacteriano que incluye bacterias Gram-negativas, tanto aerobias como anaerobias. Es especialmente potente contra Pseudomonas aeruginosa, Acinetobacter y especies de Enterococcus. 
No es efectivo contra Staphylococcus aureus resistentes a la meticilina, Enterococcus faecium, Clostridium difficile, Burkholderia cepacia ni Stenotrophomonas maltophilia. Imipenem, como otros medicamentos del grupo carbapenem, son de uso restringido con el fin de evitar la aparición de resistencias bacterianas.

## Mecanismo de acción
Imipenem actúa inhibiendo la síntesis de la pared bacteriana en varias bacterias gram-negativas y gram-positivas. Es estable en presencia de betalactamasas (penicilinasa y cefalosporinasa) producidas por diferentes bacterias. Actúa como potente inhibidor de betalactamasas de bacterias gram-negativas que son resistentes a la mayoría de antibióticos betalactámicos. Su efecto neto se considera bactericida.

## Administración con cilastatina
Cuando se administra solo, el imipenem es degradado rápidamente por la enzima dehidropeptidasa I presente en los riñones. Este efecto se evita administrando cilastatina conjuntamente, que inhibe la enzima dehidropeptidasa I, evitando la inactivación de imipenem. Este efecto conlleva a un aumento de la concentración sérica del fármaco y, también, logra evitar efectos nefrotóxicos.
Se administra por vía intravenosa, 500 mg en 20 a 30 minutos, 1000 mg durante 40 a 60 minutos. Para bacterias sensibles se prefiere la dosificación de 500 mg cada 6 horas, para bacterias menos sensibles (Pseudomonas aeruginosa) se utiliza 1000 mg cada 6 a 8 horas.

## Dosis y posología
De 0,5 a 1 g. cada 6 horas. Administración intramusucular con 2 mL lidocaína 1%.En caso de disfunción renal:
| Función renal                   | Dosificación         |
| ------------------------------- | -------------------- |
| Filtrado Glomerular 50-80       | 500 mg cada 6 horas  |
| Filtrado Glomerular 10-50       | 500 mg cada 8 horas  |
| Filtrado Glomerular < 10        | 250 mg cada 12 horas |
| Dosis tras hemodiálisis         | 250 mg               |
| Dosis tras diálisis peritoneal  | 250 mg               |
| Insuficiencia hepática moderada | Sin modificación     |
| Insuficiencia hepática severa   | Sin modificación     |

## Efectos adversos
Reacciones adversas comunes son malestar estomacal, náuseas y vómitos. Las personas que son alérgicas a penicilinas u otros betalactámicos no se les debe administrar. Imipenem puede favorecer la aparición de convulsiones, esto se da con más facilidad en situación de insuficiencia renal y con dosis superiores a 2 gramos/día.

## Interacciones
La administración intravenosa junto con Haloperidol provoca caída de tensión arterial (hipotensión), por causas desconocidas.